# Mabel and Fatty's Married Life
Mabel and Fatty's Married Life (também conhecido como Fatty and Mabel’s Married Life) é um filme mudo norte-americano de 1915 em curta-metragem, do gênero comédia, dirigido e estrelado por Roscoe "Fatty" Arbuckle.